# Priser og nomineringer modtaget af Cameron Diaz
Følgende er listen over priser og nomineringer modtaget af den amerikanske skuespillerinde Cameron Diaz.  Diaz' arbejde i film er blevet anerkendt af Hollywood Foreign Press Association og Screen Actors Guild. Hun har modtaget fire Golden Globe Award-nomineringer; en for bedste kvindelige hovedrolle i en komedie eller musical (1999) for hendes præstation i There's Something About Mary og tre for bedste kvindelige birolle i en film (for Being John Malkovich, Vanilla Sky og Gangs of New York). Hun har også modtaget nomineringer til tre Screen Actors Guild Awards; to for fremragende præstation af en kvindelig skuespiller i en birolle (for at Being John Malkovich og Vanilla Sky) og en for fremragende præstation af en rollebesætning i en film for at Being John Malkovich.

## Større priser

### British Academy Film Awards
0 vundne af 1 nominering
| År   | Arbejde              | Kategori                          | Resultat  | Ref |
| ---- | -------------------- | --------------------------------- | --------- | --- |
| 2000 | Being John Malkovich | Best Actress in a Supporting Role | Nomineret |     |

### Golden Globe Awards
0 vundne af 4 nomineringer
| År   | Arbejde                      | Kategori                                             | Resultat  | Ref |
| ---- | ---------------------------- | ---------------------------------------------------- | --------- | --- |
| 1999 | There's Something About Mary | Best Actress in a Motion Picture - Comedy or Musical | Nomineret |     |
| 2000 | Being John Malkovich         | Best Supporting Actress in a Motion Picture          | Nomineret |     |
| 2002 | Vanilla Sky                  | Best Supporting Actress in a Motion Picture          | Nomineret |     |
| 2003 | Gangs of New York            | Best Supporting Actress in a Motion Picture          | Nomineret |     |

### Screen Actors Guild Awards
0 vundne af 3 nomineringer
| År   | Arbejde              | Kategori                                                       | Resultat  | Ref |
| ---- | -------------------- | -------------------------------------------------------------- | --------- | --- |
| 2000 | Being John Malkovich | Outstanding Performance by a Female Actor in a Supporting Role | Nomineret |     |
| 2000 | Being John Malkovich | Outstanding Performance by an Ensemble in a Motion Picture     | Nomineret |     |
| 2002 | Vanilla Sky          | Outstanding Performance by a Female Actor in a Supporting Role | Nomineret |     |

## Publikumspriser

### Golden Schmoes Awards
0 vundne af 1 nominering
| År   | Arbejde     | Kategori                            | Resultat  | Ref   |
| ---- | ----------- | ----------------------------------- | --------- | ----- |
| 2001 | Vanilla Sky | Best Supporting Actress of the Year | Nomineret | [ 2 ] |

### MTV Movie + TV Awards
3 vundne af 16 nomineringer
| År   | Arbejde                         | Kategori                                                 | Resultat  | Ref |
| ---- | ------------------------------- | -------------------------------------------------------- | --------- | --- |
| 1995 | The Mask                        | Best Breakthrough Performance                            | Nomineret |     |
| 1995 | The Mask                        | Most Desirable Female                                    | Nomineret |     |
| 1995 | The Mask                        | Best Dance Sequence (delt med Jim Carrey)                | Nomineret |     |
| 1998 | A Life Less Ordinary            | Best Dance Sequence (delt med Ewan McGregor)             | Nomineret |     |
| 1999 | There's Something About Mary    | Best Female Performance                                  | Vundet    |     |
| 1999 | There's Something About Mary    | Best Comedic Performance                                 | Nomineret |     |
| 1999 | There's Something About Mary    | Best On-Screen Duo (delt med Ben Stiller)                | Nomineret |     |
| 1999 | There's Something About Mary    | Best Kiss (delt med Ben Stiller)                         | Nomineret |     |
| 2001 | Charlie's Angels                | Best Dance Sequence                                      | Vundet    |     |
| 2001 | Charlie's Angels                | Best On-Screen Team (delt med Drew Barrymore & Lucy Liu) | Vundet    |     |
| 2001 | Charlie's Angels                | Best Line from a Movie                                   | Nomineret |     |
| 2002 | Shrek                           | Best On-Screen Team (delt med Mike Myers & Eddie Murphy) | Nomineret |     |
| 2003 | Gangs of New York               | Best Kiss (delt med Leonardo DiCaprio)                   | Nomineret |     |
| 2004 | Charlie's Angels: Full Throttle | Best Dance Sequence (delt med Drew Barrymore & Lucy Liu) | Nomineret |     |
| 2007 | The Holiday                     | Best Kiss (delt med Jude Law)                            | Nomineret |     |
| 2014 | The Counselor                   | Best WTF Moment                                          | Nomineret |     |

### Nickelodeon Kid's Choice Awards
2 vundne af 10 nomineringer
| År   | Arbejde                         | Kategori                              | Resultat  | Ref |
| ---- | ------------------------------- | ------------------------------------- | --------- | --- |
| 2001 | N/A                             | Best Burp                             | Vundet    |     |
| 2001 | Charlie's Angles                | Favorite Movie Actress                | Nomineret |     |
| 2002 | Shrek                           | Favorite Voice from an Animated Movie | Nomineret |     |
| 2004 | Charlie's Angles: Full Throttle | Favorite Movie Actress                | Nomineret |     |
| 2005 | Shrek 2                         | Favorite Voice from an Animated Movie | Nomineret |     |
| 2008 | Shrek the Third                 | Favorite Voice from an Animated Movie | Nomineret |     |
| 2008 | N/A                             | Wannabe Award                         | Vundet    |     |
| 2011 | Shrek Forever After             | Favorite Voice from an Animated Movie | Nomineret |     |
| 2015 | Annie                           | Favorite Movie Actress                | Nomineret |     |
| 2015 | Annie                           | Favorite Villain                      | Nomineret |     |

### People's Choice Awards
1 vunden af 5 nomineringer
| År   | Arbejde                              | Kategori                       | Resultat  | Ref |
| ---- | ------------------------------------ | ------------------------------ | --------- | --- |
| 2006 | In Her Shoes                         | Favorite Leading Lady          | Nomineret |     |
| 2007 | The Holiday                          | Favorite Leading Lady          | Vundet    |     |
| 2012 | Bad Teacher                          | Favorite Comedic Movie Actress | Nomineret |     |
| 2013 | What to Expect When You're Expecting | Favorite Comedic Movie Actress | Nomineret |     |
| 2015 | The Other Woman                      | Favorite Comedic Movie Actress | Nomineret |     |

### Teen Choice Awards
2 vundne af 16 nomineringer
| År   | Arbejde                              | Kategori                                                     | Resultat  | Ref |
| ---- | ------------------------------------ | ------------------------------------------------------------ | --------- | --- |
| 1999 | There's Something About Mary         | Choice Movie Actress                                         | Nomineret |     |
| 1999 | There's Something About Mary         | Choice Movie - Disgusting Scene                              | Vundet    |     |
| 2000 | Being John Malkovich                 | Choice Movie Actress                                         | Nomineret |     |
| 2000 | Any Given Sunday                     | Choice Movie - Hissy Fit                                     | Nomineret |     |
| 2002 | N/A                                  | Choice Hottie - Female                                       | Nomineret |     |
| 2002 | The Sweetest Thing                   | Choice Movie Actress - Comedy                                | Nomineret |     |
| 2002 | The Sweetest Thing                   | Choice Movie - Hissy Fit                                     | Nomineret |     |
| 2003 | Gangs of New York                    | Choice Movie - Liplock (delt med Leonardo DiCaprio)          | Nomineret |     |
| 2007 | The Holiday                          | Choice Movie - Hissy Fit                                     | Nomineret |     |
| 2008 | What Happens in Vegas                | Choice Movie Actress - Comedy                                | Nomineret |     |
| 2009 | My Sister's Keeper                   | Choice Summer Movie Star - Female                            | Nomineret |     |
| 2010 | Knight and Day                       | Choice Summer Movie Star - Female                            | Nomineret |     |
| 2011 | Bad Teacher                          | Choice Movie Actress - Comedy                                | Vundet    |     |
| 2012 | What to Expect When You're Expecting | Choice Movie Actress - Comedy                                | Nomineret |     |
| 2014 | The Other Woman                      | Choice Movie Actress - Comedy                                | Nomineret |     |
| 2014 | The Other Woman                      | Choice Movie - Chemistry (delt med Leslie Mann & Kate Upton) | Nomineret |     |

## Kritiske udmærkelser

### Alliance of Women Film Journalists Awards
2 vundne af 2 nominering
| År   | Arbejde                        | Kategori                            | Resultat | Ref |
| ---- | ------------------------------ | ----------------------------------- | -------- | --- |
| 2013 | The Counselor                  | Actress Most In Need of a New Agent | Vundet   |     |
| 2015 | The Other Woman Sex Tape Annie | Actress Most In Need of a New Agent | Vundet   |     |

### Award Circuit Community Awards
0 vundne af 4 nomineringer
| År   | Arbejde                      | Kategori                | Resultat  | Ref |
| ---- | ---------------------------- | ----------------------- | --------- | --- |
| 1998 | There's Something About Mary | Best Lead Actress       | Nomineret |     |
| 1999 | Being John Malkovich         | Best Supporting Actress | Nomineret |     |
| 1999 | Being John Malkovich         | Best Cast Ensemble      | Nomineret |     |
| 2002 | Gangs of New York            | Best Cast Ensemble      | Nomineret |     |

### Boston Society of Film Critics Awards
1 vunden af 1 nominering
| År   | Arbejde     | Kategori                | Resultat | Ref |
| ---- | ----------- | ----------------------- | -------- | --- |
| 2001 | Vanilla Sky | Best Supporting Actress | Vundet   |     |

### Chicago Film Critics Association Awards
1 vunden af 1 nominering
| År   | Arbejde     | Kategori                | Resultat | Ref |
| ---- | ----------- | ----------------------- | -------- | --- |
| 2002 | Vanilla Sky | Best Supporting Actress | Vundet   |     |

### Critics' Choice Movie Awards
0 vundne af 1 nominering
| År   | Arbejde     | Kategori                | Resultat  | Ref |
| ---- | ----------- | ----------------------- | --------- | --- |
| 2002 | Vanilla Sky | Best Supporting Actress | Nomineret |     |

### Dallas-Fort Worth Film Critics Association Awards
0 vundne af 1 nominering
| År   | Arbejde     | Kategori                | Resultat  | Ref |
| ---- | ----------- | ----------------------- | --------- | --- |
| 2002 | Vanilla Sky | Best Supporting Actress | Nomineret |     |

### Imagen Foundation Awards
1 vunden af 2 nomineringer
| År   | Arbejde                         | Kategori     | Resultat  | Ref |
| ---- | ------------------------------- | ------------ | --------- | --- |
| 2004 | Charlie's Angels: Full Throttle | Best Actress | Vundet    |     |
| 2006 | In Her Shoes                    | Best Actress | Nomineret |     |

### Las Vegas Film Critics Society Awards
0 vundne af 1 nominering
| År   | Arbejde              | Kategori                | Resultat  | Ref |
| ---- | -------------------- | ----------------------- | --------- | --- |
| 2000 | Being John Malkovich | Best Supporting Actress | Nomineret |     |

### New York Film Critics Circle Awards
1 vunden af 1 nominering
| År   | Arbejde                      | Kategori     | Resultat | Ref |
| ---- | ---------------------------- | ------------ | -------- | --- |
| 1998 | There's Something About Mary | Best Actress | Vundet   |     |

### Online Film & Television Association Awards
1 vunden af 2 nomineringer
| År   | Arbejde                  | Kategori                  | Resultat  | Ref |
| ---- | ------------------------ | ------------------------- | --------- | --- |
| 1998 | My Best Friend's Wedding | Best Music - Adapted Song | Vundet    |     |
| 2000 | Being John Malkovich     | Best Supporting Actress   | Nomineret |     |

### Online Film Critics Society Awards
0 vundne af 1 nominering
| År   | Arbejde              | Kategori                | Resultat  | Ref |
| ---- | -------------------- | ----------------------- | --------- | --- |
| 2000 | Being John Malkovich | Best Supporting Actress | Nomineret |     |

### Phoenix Film Critics Society Awards
0 vundne af 1 nominering
| År   | Arbejde     | Kategori                | Resultat  | Ref |
| ---- | ----------- | ----------------------- | --------- | --- |
| 2002 | Vanilla Sky | Best Supporting Actress | Nomineret |     |

### ShoWest Convention Awards
1 vunden af 1 nominering
| År   | Arbejde | Kategori                | Resultat | Ref |
| ---- | ------- | ----------------------- | -------- | --- |
| 1996 | N/A     | Female Star of Tomorrow | Vundet   |     |

## Internationale anerkendelser

### ALMA Awards
2 vundne af 8 nomineringer
| År   | Arbejde                              | Kategori                                                                 | Resultat  | Ref |
| ---- | ------------------------------------ | ------------------------------------------------------------------------ | --------- | --- |
| 1998 | My Best Friend's Wedding             | Outstanding Individual Performance in a Crossover Role in a Feature Film | Vundet    |     |
| 1999 | There's Something About Mary         | Outstanding Actress in a Feature Film in a Crossover Role                | Nomineret |     |
| 2000 | Any Given Sunday                     | Outstanding Actress in a Feature Film                                    | Vundet    |     |
| 2002 | Vanilla Sky                          | Outstanding Supporting Actress in a Motion Picture                       | Nomineret |     |
| 2007 | The Holiday                          | Outstanding Actress - Motion Picture                                     | Nomineret |     |
| 2009 | My Sister's Keeper                   | Actress in Film                                                          | Nomineret |     |
| 2011 | Bad Teacher                          | Favorite Movie Actress - Comedy/Musical                                  | Nomineret |     |
| 2012 | What to Expect When You're Expecting | Favorite Movie Actress - Comedy/Musical                                  | Nomineret |     |

### American Comedy Awards
1 vunden af 2 nomineringer
| År   | Arbejde                      | Kategori                                        | Resultat  | Ref |
| ---- | ---------------------------- | ----------------------------------------------- | --------- | --- |
| 1999 | There's Something About Mary | Funniest Lead Actress in a Motion Picture       | Vundet    |     |
| 2000 | Being John Malkovich         | Funniest Supporting Actress in a Motion Picture | Nomineret |     |

### American Film Institute Awards
0 vundne af 1 nominering
| År   | Arbejde     | Kategori                                     | Resultat  | Ref |
| ---- | ----------- | -------------------------------------------- | --------- | --- |
| 2002 | Vanilla Sky | Featured Actor of the Year - Female - Movies | Nomineret |     |

### Irish Film and Television Awards
0 vundne af 1 nominering
| År   | Arbejde | Kategori                   | Resultat  | Ref |
| ---- | ------- | -------------------------- | --------- | --- |
| 2004 | Shrek 2 | Best International Actress | Nomineret |     |

### Italian Online Movie Awards
0 vundne af 1 nominering
| År   | Arbejde           | Kategori                | Resultat  | Ref |
| ---- | ----------------- | ----------------------- | --------- | --- |
| 2003 | Gangs of New York | Best Supporting Actress | Nomineret |     |

### Jupiter Awards
1 vunden af 1 nominering
| År   | Arbejde     | Kategori                   | Resultat | Ref |
| ---- | ----------- | -------------------------- | -------- | --- |
| 2012 | Bad Teacher | Best International Actress | Vundet   |     |

### MTV Movie Awards, Mexico
0 vundne af 1 nominering
| År   | Arbejde                         | Kategori  | Resultat  | Ref |
| ---- | ------------------------------- | --------- | --------- | --- |
| 2004 | Charlie's Angels: Full Throttle | Best Look | Nomineret |     |

### NRJ Cine Awards
0 vundne af 1 nominering
| År   | Arbejde     | Kategori                      | Resultat  | Ref |
| ---- | ----------- | ----------------------------- | --------- | --- |
| 2007 | The Holiday | Best Kiss (delt med Jude Law) | Nomineret |     |

## Diverse anerkendelser

### 20/20 Awards
0 vundne af 1 nominering
| År   | Arbejde                  | Kategori                | Resultat  | Ref |
| ---- | ------------------------ | ----------------------- | --------- | --- |
| 2018 | My Best Friend's Wedding | Best Supporting Actress | Nomineret |     |

### Annie Awards
0 vundne af 1 nominering
| År   | Arbejde             | Kategori                                            | Results   | Ref |
| ---- | ------------------- | --------------------------------------------------- | --------- | --- |
| 2011 | Shrek Forever After | Best Voice Acting in an Animated Feature Production | Nomineret |     |

### Blockbuster Entertainment Awards
4 vundne af 4 nomineringer
| År   | Arbejde                      | Kategori                                                                  | Resultat | Ref |
| ---- | ---------------------------- | ------------------------------------------------------------------------- | -------- | --- |
| 1998 | My Best Friend's Wedding     | Favorite Supporting Actress - Comedy                                      | Vundet   |     |
| 1999 | There's Something About Mary | Favorite Actress - Comedy                                                 | Vundet   |     |
| 2000 | Any Given Sunday             | Favorite Actress - Drama                                                  | Vundet   |     |
| 2001 | Charlie's Angels             | Favorite Action Team - Internet Only (delt med Drew Barrymore & Lucy Liu) | Vundet   |     |

### Chlotrudis Awards
0 vundne af 1 nominering
| År   | Arbejde               | Kategori                | Resultat  | Ref |
| ---- | --------------------- | ----------------------- | --------- | --- |
| 2000 | Being John Malkcovich | Best Supporting Actress | Nomineret |     |

### CinemaCon Awards
1 vunden af 1 nominering
| År   | Arbejde | Kategori                | Resultat | Ref |
| ---- | ------- | ----------------------- | -------- | --- |
| 2011 | N/A     | Female Star of the Year | Vundet   |     |

### Elle Women in Hollywood Awards
1 vunden af 1 nominering
| År   | Arbejde | Kategori   | Resultat | Ref |
| ---- | ------- | ---------- | -------- | --- |
| 2001 | N/A     | Icon Award | Vundet   |     |

### Satellite Awards
0 vundne af 3 nomineringer
| År   | Arbejde                  | Kategori                                                        | Resultat  | Ref |
| ---- | ------------------------ | --------------------------------------------------------------- | --------- | --- |
| 1998 | My Best Friend's Wedding | Best Supporting Actress in a Motion Picture - Comedy or Musical | Nomineret |     |
| 2000 | Being John Malkovich     | Best Supporting Actress in a Motion Picture - Comedy or Musical | Nomineret |     |
| 2001 | Charlie's Angels         | Best Supporting Actress in a Motion Picture - Comedy or Musical | Nomineret |     |

### Saturn Awards
0 vundne af 2 nomineringer
| År   | Arbejde          | Kategori                | Resultat  | Ref |
| ---- | ---------------- | ----------------------- | --------- | --- |
| 2001 | Charlie's Angels | Best Supporting Actress | Nomineret |     |
| 2002 | Vanilla Sky      | Best Supporting Actress | Nomineret |     |

### The Stinkers Bad Movie Awards
1 vunden af 1 nominering
| År   | Arbejde            | Kategori                                                                                                 | Resultat | Ref |
| ---- | ------------------ | --- | -------- | --- |
| 2002 | The Sweetest Thing | Worst Song or Song Performance in a Film or its End Credits (delt med Christina Applegate & Selma Blair) | Vundet   |     |

### Walk of Fame
1 vunden af 1 nominering
| År   | Arbejde | Kategori                               | Resultat | Ref |
| ---- | ------- | -------------------------------------- | -------- | --- |
| 2009 | N/A     | 6712 Hollywood, Blvd. - Motion Picture | Vundet   |     |